# Brad Marsh
Charles Bradley „Brad“ Marsh (* 31. März 1958 in London, Ontario) ist ein ehemaliger kanadischer Eishockeyspieler, der im Verlauf seiner aktiven Karriere zwischen 1974 und 1993 unter anderem 1183 für die Atlanta Flames, Calgary Flames, Philadelphia Flyers, Toronto Maple Leafs, Detroit Red Wings und Ottawa Senators in der National Hockey League auf der Position des Verteidigers bestritten hat. Marsh, der im Jahr 1993 am NHL All-Star Game teilnahm, war in der Saison 1980/81 der erste Mannschaftskapitän der Calgary Flames.

## Karriere
Brad Marsh begann seine Karriere als Eishockeyspieler in seiner Heimatstadt bei den London Knights, für die er von 1974 bis 1978 in der Ontario Major Junior Hockey League aktiv war. In seinem letzten Juniorenjahr erhielt er die Max Kaminsky Trophy als bester Verteidiger der OMJHL und wurde in das erste All-Star Team der Liga gewählt. Anschließend wurde er im NHL Amateur Draft 1978 in der ersten Runde als insgesamt elfter Spieler von den Atlanta Flames ausgewählt.
Für die Mannschaft stand er zwei Jahre lang in der National Hockey League auf dem Eis. Als das Franchise umgesiedelt wurde, lief der Verteidiger zunächst auch für Atlantas Nachfolgeteam Calgary Flames auf. Im November 1981 wurde er im Tausch gegen Mel Bridgman innerhalb der NHL an die Philadelphia Flyers abgegeben. Bei den Flyers war er sieben Jahre lang einer der Führungsspieler. Daraufhin verbrachte er zweieinhalb Jahre bei den Toronto Maple Leafs sowie eineinhalb Jahre bei den Detroit Red Wings. Zuletzt stand der Kanadier in der Saison 1992/93 für den NHL-Neuling Ottawa Senators auf dem Eis. In seiner letzten NHL-Spielzeit nahm er zudem am NHL All-Star Game 1993 teil. Anschließend beendete er seine Karriere im Alter von 35 Jahren.

### International
Für Kanada nahm Marsh an den U20-Junioren-Weltmeisterschaften 1977 und 1978 teil. Zudem stand er im Aufgebot seines Landes bei der Weltmeisterschaft 1979.

## Erfolge und Auszeichnungen
- 1978 Max Kaminsky Trophy (gemeinsam mit Rob Ramage)
- 1978 OMJHL First All-Star Team
- 1993 Teilnahme am NHL All-Star Game

### International
- 1977 Silbermedaille bei der Junioren-Weltmeisterschaft
- 1978 Bronzemedaille bei der Junioren-Weltmeisterschaft

## Karrierestatistik

### International
Vertrat Kanada bei:
- Junioren-Weltmeisterschaft 1977
- Junioren-Weltmeisterschaft 1978
- Weltmeisterschaft 1979

(Legende zur Spielerstatistik: Sp oder GP = absolvierte Spiele; T oder G = erzielte Tore; V oder A = erzielte Assists; Pkt oder Pts = erzielte Scorerpunkte; SM oder PIM = erhaltene Strafminuten; +/− = Plus/Minus-Bilanz; PP = erzielte Überzahltore; SH = erzielte Unterzahltore; GW = erzielte Siegtore; 1 Play-downs/Relegation; Kursiv: Statistik nicht vollständig)